# Clostridium colinum
Clostridium colinum  è una specie di batterio appartenente alla famiglia delle Clostridiaceae.